# Епархия Патанамтитты
Епархия Патанамтитты (лат. Eparchia Pathanamthittensis) — епархия Сиро-маланкарской католической церкви c центром в городе Патанамтитта, Индия. Епархия Патанамтитты входит в митрополию Тривандрума. Кафедральным собором епархии Патанамтитты является церковь святого Петра.

## История
25 января 2008 года Римский папа Бенедикт XVI, которой учредил епархию Патанамтитты, выделив её из епархии Тривандрума.

## Ординарии епархии
- епископ Yoohanon Chrysostom Kalloor (2010 — по настоящее время).

## Источник
- Annuario Pontificio, Ватикан, 2007